# بيت مهدي (ذي السفال)

تعديل مصدري - تعديل

بيت مهدي هي إحدى قرى عزلة الحبلة بمديرية ذي السفال التابعة لمحافظة إب، بلغ تعداد سكانها 608 نسمة حسب تعداد اليمن لعام 2004.